# Ruta Estatal de California 44
La Ruta Estatal de California 44, y abreviada SR 44 (en inglés: California State Route 44) es una carretera estatal estadounidense ubicada en el estado de California. La carretera inicia en el Oeste desde la SR 273  , SR 299   en Redding hacia el Este en la SR 36     en Susanville. La carretera tiene una longitud de 172,2 km (107.02 mi).

## Mantenimiento
Al igual que las autopistas interestatales, y las rutas federales y el resto de carreteras estatales, la Ruta Estatal de California 44 es administrada y mantenida por el Departamento de Transporte de California por sus siglas en inglés Caltrans.

## Cruces
La Ruta Estatal de California 44 es atravesada principalmente por la  SR 89     en Lassen Park.